# Thomas Lieb

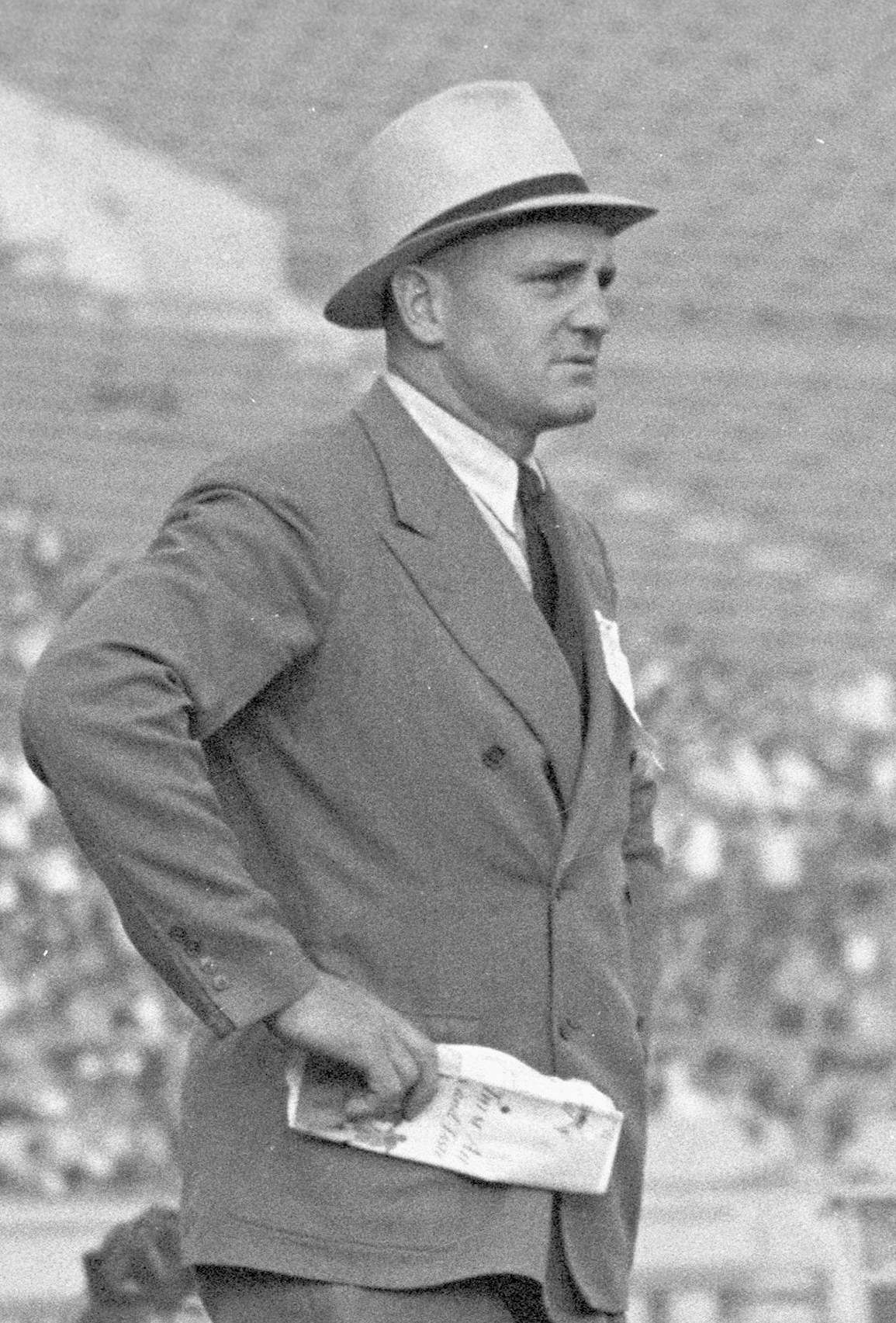
Thomas Lieb, 1937

Thomas John Lieb (* 28. Oktober 1899 in Faribault, Minnesota; † 30. April 1962 in Los Angeles, Kalifornien) war ein US-amerikanischer Leichtathlet, der in den frühen 1920er Jahren als Diskuswerfer erfolgreich war. Er war 1,90 m groß, 98 kg schwer und startete für die University of Notre Dame sowie den Illinois Athletic Club in Chicago.
Lieb gewann vier Meistertitel:
- 1922: Hochschulmeister mit 43,95 m und Dritter der US-Meisterschaften mit 41,93 m
- 1923: Hochschulmeister mit 43,69 m und US-Meister mit 46,12 m; diese Leistung bedeutete Platz 2 auf der Jahresweltbestenliste.
- 1924: US-Meister mit 44,07 m

Im Jahr 1924 gewann Lieb darüber hinaus die Olympiaausscheidung mit 46,78 m. Hätte er diese Leistung in Paris wiederholt, wäre er Olympiasieger geworden. Dort kam er jedoch nur auf 44,83 m und musste sich mit Bronze hinter seinem Landsmann Bud Houser (Gold mit 46,15 m) und dem Finnen Vilho Niittymaa (Silber mit 44,95 m) begnügen. Zum großen Wurf holte er erst nach den Spielen aus, als er am 14. September in Chicago den Diskus auf die neue amerikanische Rekordweite von 47,61 m schleuderte und den acht Jahre alten Weltrekord des Finnen Armas Taipale nur um 49 Zentimeter verfehlte.
Nach Beendigung seiner aktiven Laufbahn arbeitete Tom Lieb als Football-Trainer.